# Хосе Мануель Бальмаседа
Хосе Мануель Бальмаседа (ісп. José Manuel Balmaceda; 19 липня 1838, Санто-Домінго — 18 вересня 1891) — президент Республіки Чилі в 1886—1891.

## Біографія
Хосе Мануель Бальмаседа народився 19 липня 1838 року в дуже багатій родині, яка володіла цілою низкою промислових і сільськогосподарських підприємств. У 1849 році вступив до школи францисканських монахів, потім вивчав богослов'я в університеті Сантьяго, а пізніше приєднався до сімейного бізнесу.
У 1865 році він був одним з представників чилійського уряду на загально-американському конгресі в Лімі і після повернення отримав досить велику популярність як оратор у парламенті. Після виконання деяких дипломатичних місій за кордоном він послідовно обіймав посади міністра закордонних справ і внутрішніх справ в уряді Санта Марії і на останній посаді сприяв законодавчому закріпленню обов'язкового укладення цивільного шлюбу і прийняттю деяких інших законів, вельми неприємних для духовенства. У 1886 році він був обраний президентом, але, не дивлячись на великий особистісний потенціал, його владний характер, як вважалося, робив його мало придатним на цей пост.
Незабаром він вступив в непримиренний конфлікт з більшістю депутатів парламенту, а 1 січня 1891 року поставив країну в критичне становище, відмовившись скликати збори і оголосивши безперервний збір податків для зміцнення своєї власної влади. Це призвело до початку Чилійській громадянської війни 1891 року, яка закінчилася поваленням Бальмаседи, який покінчив життя самогубством 18 вересня, в річницю свого сходження на президентський пост.